# Gunung Batur

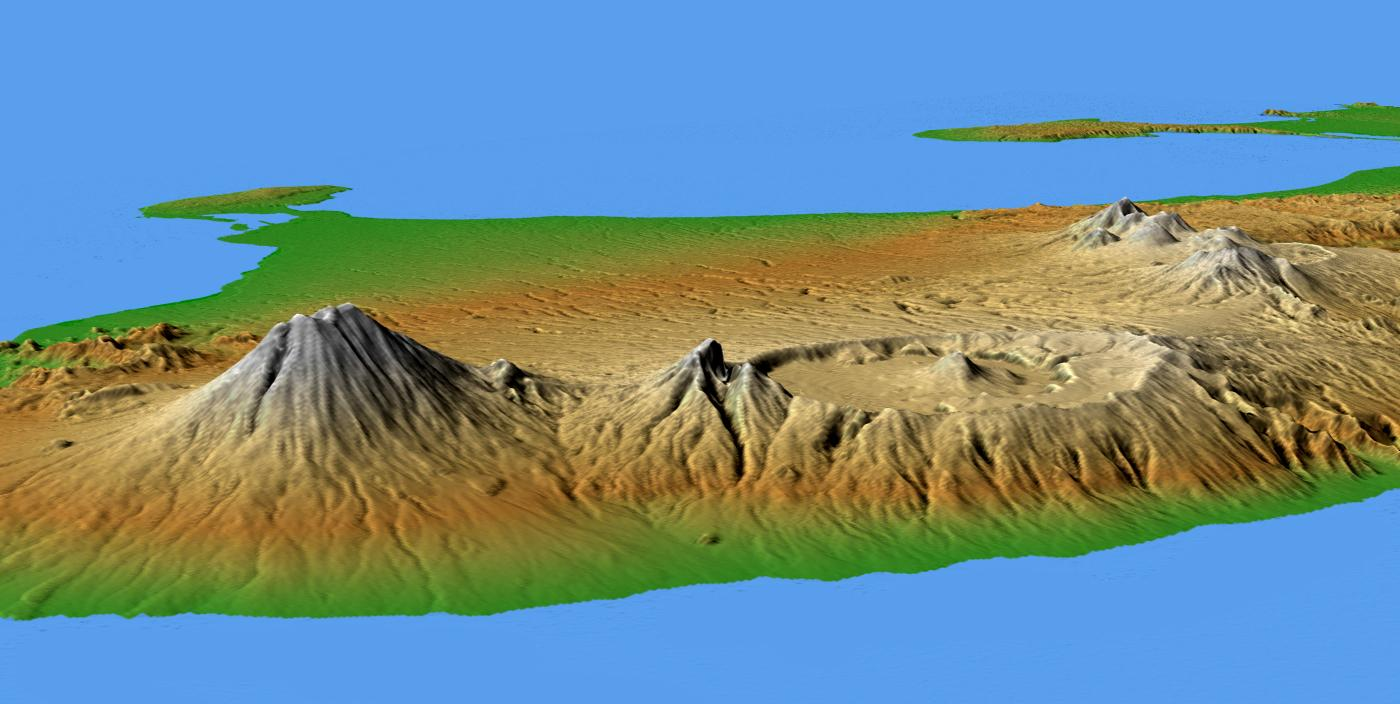
Een driedimensionale kaart van eiland Bali dat hier vanuit het noorden gezien wordt. Rechts de caldera van Gunung Batur, links Gunung Agung

De Gunung Batur is een actieve vulkaan bij het Baturmeer (Danau Batur) op het Indonesische eiland Bali. De vulkaan bevindt zich in het centrum van twee concentrische caldera's, ten noordwesten van de Gunung Agung. (Gunung betekent "berg".) Gunung batur is 1717 meter hoog.
De caldera is tussen 23670 en 28500 jaar oud. De eerste gedocumenteerde eruptie van de vulkaan was in 1804. Sindsdien is de vulkaan regelmatig actief. De laatste uitbarsting was in 2000. De vulkaan is vanaf diverse plaatsen te beklimmen.

## Externe links

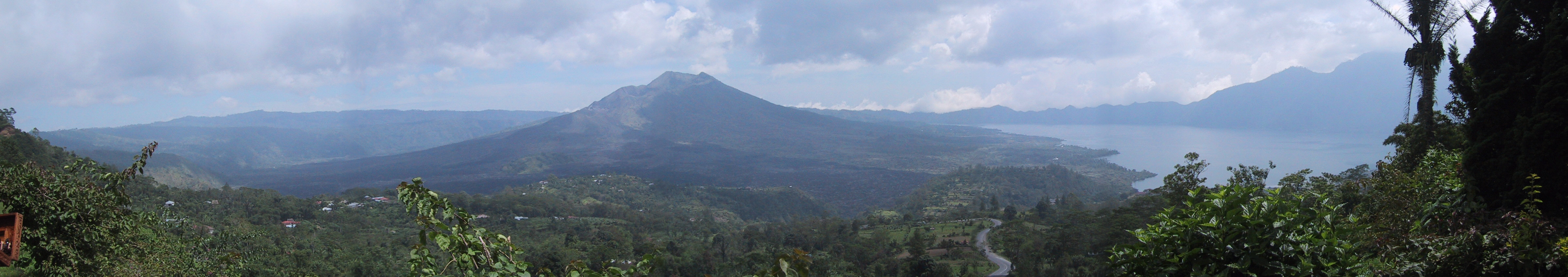
Panorama van de Gunung Batur caldera met rechts het meer

## Afbeeldingen

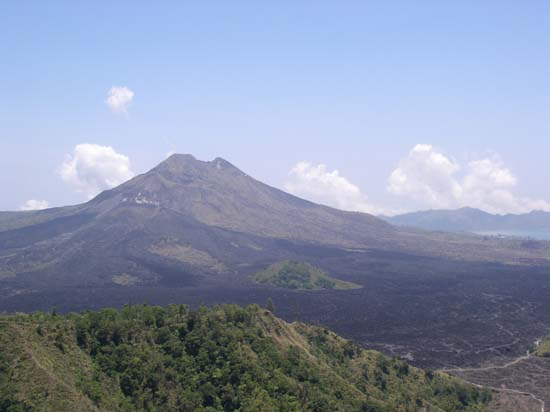
Gunung Batur
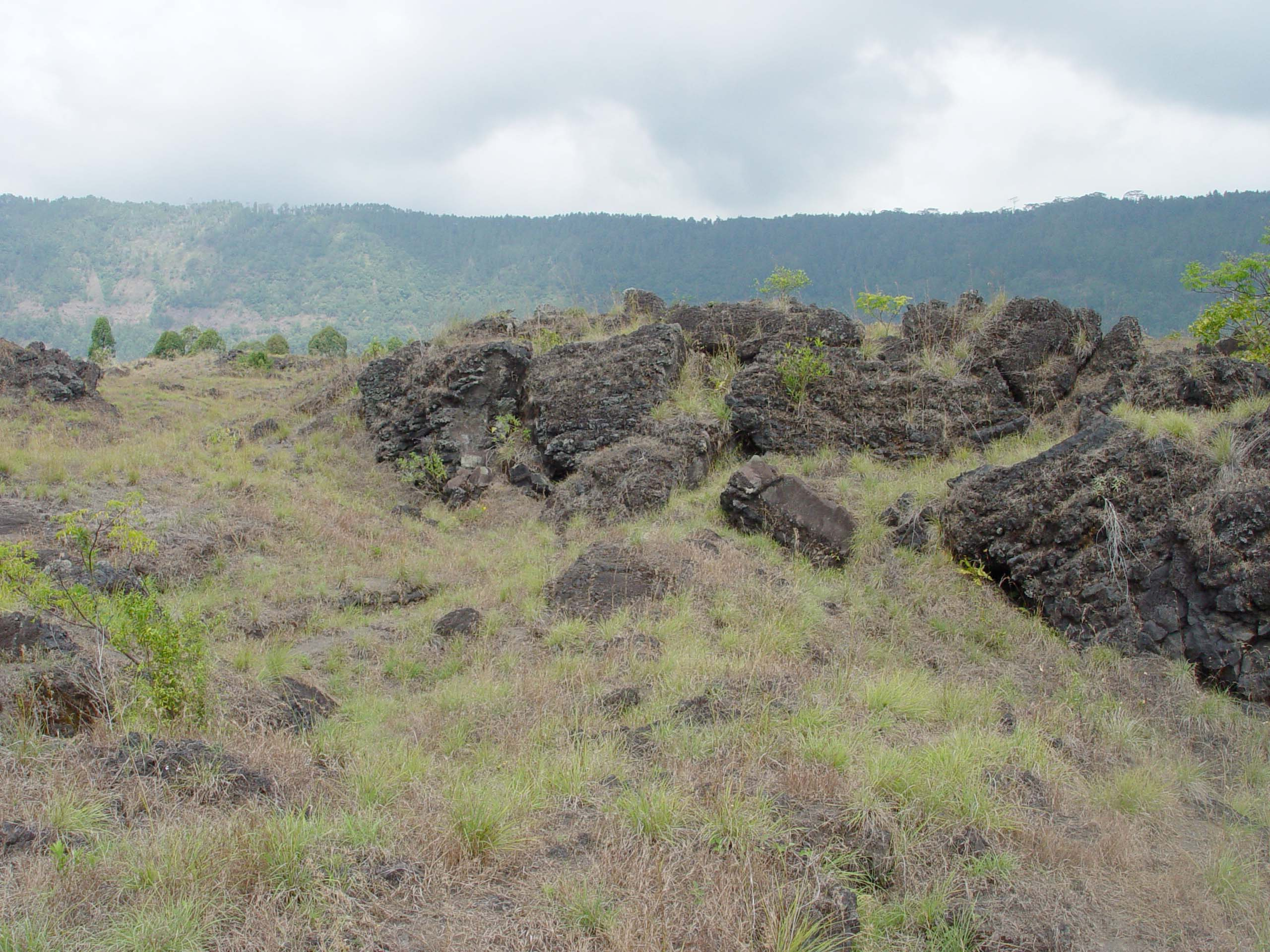
Krater bassin
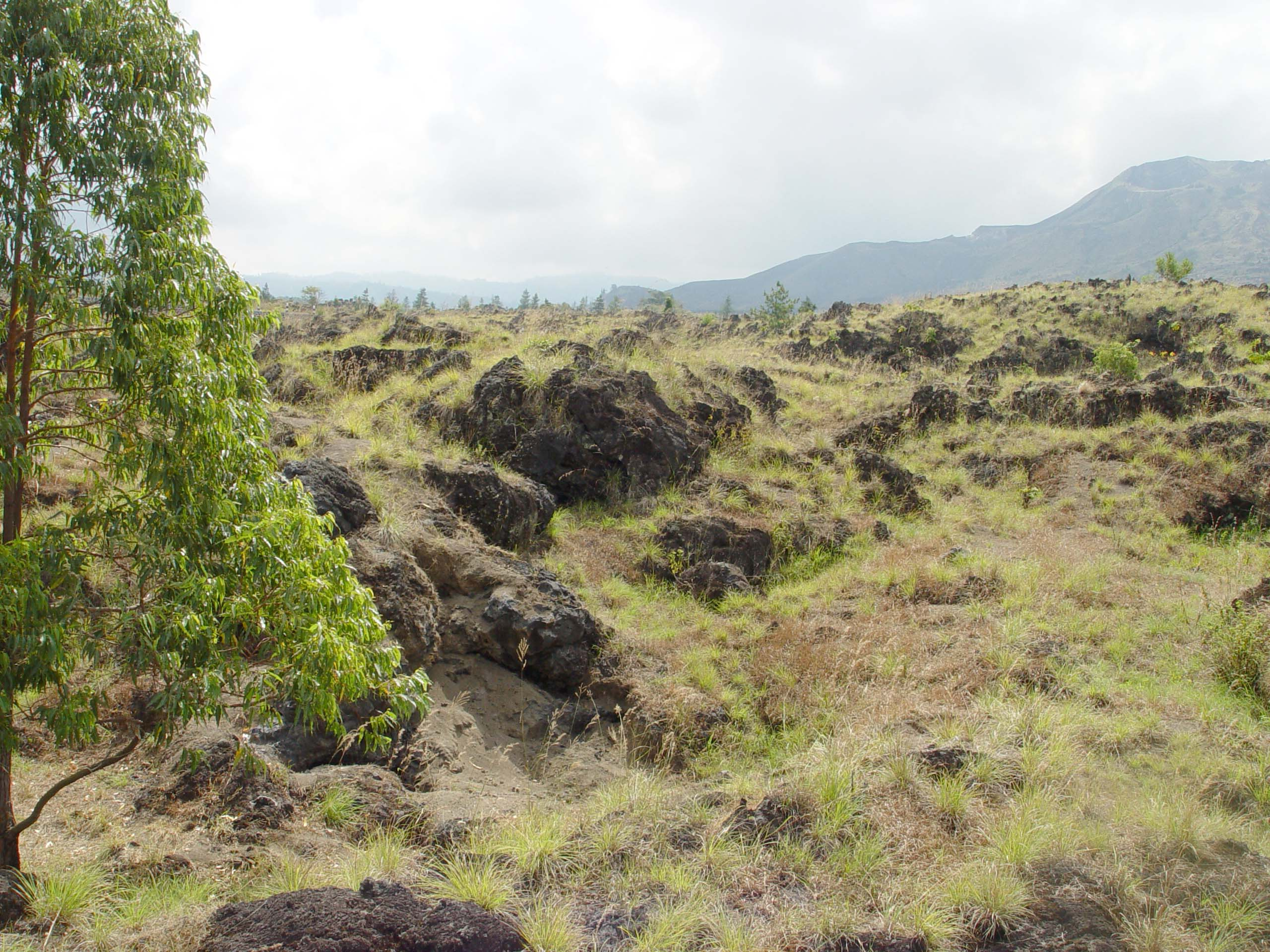
Krater bassin
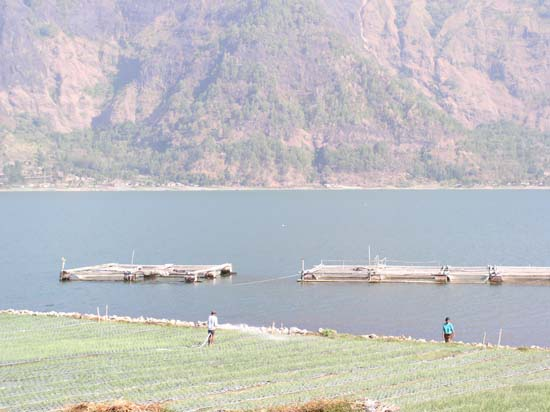
Meer van Batur